# Bhola (distrito)
Bhola (ভোলা, em bengali) é um distrito da divisão de Barisal, no sudoeste do Bangladesh. Sua capital é a cidade de Bhola. É sobretudo formado pela maior ilha do país, a ilha Bhola.

## Geografia
O distrito possui uma área total de 3403,48 km². Limita-se a norte com os distritos de Lakshmipur e Barisal; a sul, com a Baía de Bengala; a leste com os distritos de Lakshmipur e Noakhali, o rio Meghna Inferior e o Canal de Shahbazpur; e a oeste com o distrito de Patuakhali e o rio Tentulia.